# 堀田仁助
堀田 仁助（ほった にすけ、延享2年（1745年） - 文政12年9月5日（1829年10月2日）は、日本の江戸時代の天文学者。江戸幕府天文方で編暦・測量を行った。伊能忠敬の蝦夷地測量に先駆けて、東蝦夷地の測量・地図制作をおこなった。

## 生涯
津和野藩士・堀田嘉助の子として津和野藩御船屋敷（現・広島県廿日市市桜尾本町）にて誕生。幼少より学問に秀で、15歳で御船手役所筆役見習として採用された。18歳で城下町津和野に移り、勘定所見習として勤める。
天明2年（1782年）6月、幕府天文方属員となり、公儀暦作御用となる。寛政11年（1799年）には幕府天文方として江戸からアツケシ（厚岸）への外洋航路を開拓するよう命じられ、西洋測量術を駆使して陸中国・宮古ーアツケシ間の航路を開拓し、さらに東蝦夷地の陸上測量をおこなって海図を作成する。翌寛政12年（1800年）に伊能忠敬が蝦夷地の測量を行うが、堀田の地図制作なしには成し得ないものであったとされる。
文政10年（1827年）、81歳にして引退して津和野へ帰藩する。帰藩に際して、天球儀・地球儀・伊能図（小図）を作成し、藩主亀井茲尚へと献上した。帰藩後は家塾で関流数学を教授した。これら藩主献上の品々も併せて藩校養老館へと貸与され、幕末期の貴重な教育資源となった。
帰藩してから2年後の文政12年（1829年）に長い生涯を閉じた。
仁助が制作した天球儀、地球儀は島根県指定の有形文化財として太皷谷稲成神社宝物殿に収蔵されている。北海道北岸やオーストラリア、アフリカなど、当時地図が伝わっていなかったあるいは未測量だった地域の地形が不正確であるなど、当時の幕府暦局が把握していた世界の姿や星の呼称等（渋川式・中国式）を知ることのできる貴重な史料となっている。